# Alfredo Bannenberg
Alfredo Bannenberg (* 29. September 1901 in Elberfeld; † 24. Juni 1978 in Wülfrath) war ein deutscher Puppenspieler, Varietékünstler und Autor.

## Leben und Werk
Bannenberg gründete in den 1920er Jahren ein Puppentheater und bereiste damit ganz Deutschland, später auch Tschechien sowie Frankreich, Italien, Schweden, Finnland, Nordafrika (u. a. Alexandria und Kairo in Ägypten, wo er Opfer einer Spielstätten-Insolvenz wurde) und Russland. Für Kinder spielte er Kasper- und Märchenspiele mit Handpuppen, während er für seine Varietéprogramme in erster Linie Marionetten einsetzte.
In Deutschland zeigte er seine Spiele an so unterschiedlichen Orten wie dem damals noch existenten Düsseldorfer Zoo und – während einer eigens dafür angesetzten Tournee – in Nervenheilanstalten. Vor allem die Erfahrungen mit Menschen am Rande der Gesellschaft brachten Bannenberg zu einem humanistischem Menschenbild, das sein späteres Schaffen erheblich beeinflussen sollte.
Zu Beginn der NS-Zeit bekam Bannenberg politische Schwierigkeiten: Er hatte auf verschiedenen Ausstellungen Theaterpuppen präsentiert, die als sympathische Strolche und Vagabunden daherkamen. Der „Kulturbolschewist“ Bannenberg, so der Vorwurf gegen den Puppenspieler, der seine Aufführungen u. a. auch in Russland gezeigt hatte, sei wohl kaum der richtige Künstler, dem man die Prägung der deutschen Jugend anvertrauen könne. Nach Hausdurchsuchungen, Verhören und einer vorübergehenden Haft wurde Bannenberg untersagt, Kindervorstellungen zu geben. Seine Varieté-Programme hingegen durfte er weiterhin spielen. Neben Walter Büttner ist Bannenberg der einzige namentlich bekannte Puppenspieler, gegen den im Dritten Reich aus politischen Gründen ein teilweises Berufsverbot verhängt wurde.
Vorübergehend tauchte Bannenberg anschließend im Berliner Lunapark unter. Dieser Vergnügungspark hatte 1934 den Betrieb einstellen müssen. Im Anschluss daran hielt er sich in Stockholm auf, bis seine dortige Arbeitserlaubnis abgelaufen war und er nach Berlin zurückkehrte.
Während des Zweiten Weltkrieges wurde er mit seinem Puppenvarieté an den Westwall zur Truppenbetreuung verpflichtet. Hierzu schrieb er in seiner Autobiografie Eintritt frei:
Ich mußte immer wieder an die Kinder denken, die vor Jahren vor meiner Bühne saßen. Hunderttausende! Wie hatten sie gelacht, wie hatten sie sich gefreut. Und nun trugen sie wohl auch den Soldatenrock. Vielleicht saßen einige davon jetzt wieder vor meiner Bühne und sahen diesmal das Varietéprogramm.
Schließlich wurde er als Technischer Zeichner zum Flugplatzbau in die Nähe von Wilhelmshaven abkommandiert.
Nach dem Krieg konnte Bannenberg auch wieder vor Kinderpublikum auftreten. In seiner Autobiografie erinnert er sich:
Es waren Kinder mit kleinen, grauen Greisengesichtern und hungrigen Augen. Sie hatten das Grauen des Krieges erlebt; ein Kasperletheater hatten sie noch nie gesehen.
Bannenberg bildete in den Nachkriegsjahren junge Puppenspieler aus (u. a. Jo Micovich) und modellierte für andere Puppentheater Figuren. Vom aktiven Spiel löste er sich mehr und mehr zugunsten seiner Autorentätigkeit, wobei er sich weitestgehend auf das Verfassen von Kinder- und Jugendliteratur konzentrierte. Das Puppenspiel stand nur noch zweimal im Mittelpunkt seiner publizistischen Arbeit: in seiner Autobiografie und in Es war einmal ein Puppenspieler (1953).

## Werke
Soweit die Bücher ohne Jahresangaben aufgeführt sind, handelt es sich um Ausgaben des Wuppertaler KOLIBRI-Verlages aus den 1960er Jahren.
- Inge fährt nach Suomi, Wuppertal o. J.
- Kommissar Funke und seine Freunde, Wuppertal 1968.
- Zimba und der weiße Elefant, Wuppertal 1966.
- Brand im Zirkus. Geschichte einer Freundschaft, Wuppertal o. J.
- Einmal ein Filmstar sein. Die Jagd nach dem Idol, Wuppertal 1966.
- Es war einmal ein Puppenspieler, Reutlingen 1953.
- Der Falschmünzer, o. O. 1954.
- Suchkind Cornelia, Wuppertal 1955.
- Eintritt frei. Reisen und Abenteuer eines Puppenspielers, Berlin 1958.
- Sascha soll nicht sterben, Balve 1959.
- Pierre. Ein Junge erlebt das Guldberglager, Kassel 1958.
- Der Kopenhagener Schuhklub, Kassel 1961.
- Postkarte genügt!, Wuppertal 1965.
- Monika, Balve 1972.
- Fips, der Wunderdackel, Hannover 1975.
- Tutti, Wuppertal 1977.
- Glück auf vier Pfoten, Balve 1977